# Los Diablos
Los Diablos és un grup català de música pop, destacat pels èxits i per la durada en tota la història del pop espanyol. Es va crear a l'Hospitalet de Llobregat.

## L'inici
Van començar amb el nom de Los Diablillos del Rock, però al cap de poc i per sempre més van ser coneguts com Los Diablos. Van començar cantant cançons de moda. Els components eren: Agustín Ramírez com a cantant i Enrique Marín a la guitarra. Poc després el duo es va convertir en quartet, amb Emilio Sancho a la bateria i Amado Jaén al baix. En aquesta època comencen a gravar els seus primers temes, entre els quals Brutal i Tú también serás Ye-Ye. Ja com a quintet graven un disc anomenat Sello de amor, que passa pel mercat sense pena ni glòria. No gaire més èxit van obtenir amb el segon disc, no obstant això a la tercera va ser la vençuda i en el tercer disc –i gràcies a la popularitat de la cançó Un rayo de sol– aconsegueixen el seu primer disc d'or. Tanmateix, l'èxit comercial no va anar unit al de la crítica.

## Membres
- Agustín Ramírez (Agustín) - Veu
- Enrique Marín (Enrique) - Guitarra solista, cors
- Amado Jaén (Amado, 1949-2023) - Guitarra baixa, cors
- Gianni Scavini (Giani) - Teclats, cors
- Emilio Sancho (Emilio) - Bateria, percussió, cors
- Des d'abril de 2002 formen, al costat d'excomponents de Fórmula V i Los Salvajes, un nou grup musical que canta en els seus concerts tots els èxits de Fórmula V, Los Diablos i Los Salvajes. Han tret diversos recopilatoris de tots els èxits d'aquestes tres bandes cantats per a la nova formació en CD.
- Nova Fórmula V des d'abril 2002 fins avui
  - Paco Pastor (Paco) - Veu
  - Juan Antonio López (Juan Antonio) - Guitarra solista, cors
  - Ángel Peñalver (Ángel) - Baix elèctric, cors
  - Giani Scavini (Giani) - Teclats, cors
  - Emilio Sancho (Emilio) Bateria, percussió